# Tryptyk Adriaana Reinsa
Tryptyk Adriaana Reinsa (niderl. Triptiek van Adriaan Reins) – tryptyk olejny na desce niderlandzkiego malarza niemieckiego pochodzenia Hansa Memlinga.

## Opis
Tryptyk zamknięty przedstawia wizerunki św. Wilgefortis po lewej stronie i św. Marii Egipcjanki po prawej stronie. Otwarty przedstawia na lewym panelu św. Adriana i klęczącego fundatora, w środku znajduje się scena opłakiwania Chrystusa. Na prawym panelu widoczna jest św. Barbara.
Obraz został zamówiony przez Adriena Reynsa, zakonnika szpitala św. Jana. Powstał przy udziale uczniów Memlinga. Na twarzach postaci nie maluje się tragizm zdarzenia. Ich gesty mówią jedynie o smutnym wypadku. Brak tu widocznego na innych obrazach wpływu stylu Rogiera van der Weydena lub Hugona van der Goesa. Tryptyk Reinsa jest prawdopodobnie kopią innego dzieła obecnie znajdującego się w Museum Boymans van Beuningena w Rotterdamie (część środkowa) i w prywatnych zbiorach w Luksemburgu (skrzydła tryptyku).